# Philip Colbert
Philip Colbert (1979) è un artista britannico.
Colbert lavora attraverso la pittura, la scultura, l'abbigliamento, i mobili e il design. Colbert è stato descritto da André Leon Talley come "Il figlioccio di Andy Warhol".

## Biografia
Ha studiato presso la Strathallan School, per poi proseguire all'Università di St. Andrews, dove ha conseguito una laurea in filosofia.
Nel 2015 realizzò una serie di opere indossabili per la mostra The World Goes Pop presso la Tate Modern. Nel 2017 ha avuto la sua prima esposizione personale alla Galleria Saatchi.
I dipinti di Colbert riuniscono le influenze dei vecchi maestri da Rubens a Van Dyck e la sua ossessione per le immagini dei consumatori di tutti i giorni e la saturazione dei media digitali.
L'artista ha anche realizzato una serie di collaborazioni con varie aziende quali: Asus, Moleskine e Adidas.
Colbert è sposato con Charlotte Colbert, artista e regista.
Nel 2023 l'Associazione Sportiva Roma annuncia una partnership con l'artista.

## Mostre
- 2014 — Sequin Pop, Gazelli Art House, Londra, Regno Unito
- 2015 — Museo Het Noordbrabants, Paesi Bassi
- 2015 — Inspired, Museo Van Gogh, Paesi Bassi
- 2015 — Art Miami
- 2016 — Guess who?, Gazelli Art House, Londra, Regno Unito
- 2016 — Fried Egg World, Art16, Londra, Regno Unito
- 2016 — Guess who?  Space gallery, St. Barth
- 2017 — New Paintings, Saatchi Gallery, Londra, Regno Unito
- 2019 — Hunt Paintings, Saatchi Gallery
- 2019 — Lobster Land in Moscow, Museo delle arti multimediali, Mosca, Russia
- 2020 — Lobster Land in Shanghai, Museo di arte moderna, Shanghai, Cina
- 2020 — Lobsteropolis, Saatchi Gallery, Londra, Regno Unito
- 2021 — Lobstars in Seoul, The Page Gallery, Corea del Sud
- 2022 — Lobsteropolis in Hunan, Hunan Province Museum, Hunan, Cina
- 2022 — Via Veneto, Roma